# Thái Minh
Thái Minh là một xã thuộc huyện Bình Giang, tỉnh Hải Dương, Việt Nam.

## Địa lý
Xã Thái Minh có diện tích 10,39 km², dân số năm 2022 là 15.839 người, mật độ dân số đạt 1.524 người/km².

## Lịch sử
Ngày 24 tháng 10 năm 2024, Ủy ban Thường vụ Quốc hội ban hành Nghị quyết số 1250/NQ-UBTVQH15 về việc sắp xếp đơn vị hành chính cấp xã của tỉnh Hải Dương giai đoạn 2023 – 2025 (nghị quyết có hiệu lực từ ngày 1 tháng 12 năm 2024). Theo đó, thành lập xã Thái Minh thuộc huyện Bình Giang trên cơ sở toàn bộ 4,18 km² diện tích tự nhiên, quy mô dân số là 5.484 người của xã Bình Minh và toàn bộ 6,21 km² diện tích tự nhiên, quy mô dân số là 10.355 người của xã Thái Học.
Xã Thái Minh có 10,39 km² diện tích tự nhiên và quy mô dân số là 15.839 người.